# Пам'ятник Тарасові Шевченку (Шманьківці)
Пам'ятник Тарасові Шевченку в Шманьківцях — погруддя українського поета Тараса Григоровича Шевченка в селі Шманьківцях Заводської селищної громади Чортківського району Тернопільської области.

## Опис

Табличка на пам'ятнику

Пам'ятник споруджено 1992 року біля сільської ради та будинку культури.
Погруддя виготовлене з бетону, висота — 1 м, постамент — із каменю, висота — 2,5 м.
Погруддя масового виробництва.
На постаменті викарбуваний напис:
1814—1861

І мене в сім'ї великій

В сім'ї вольні новій

Не забудьте пом'янути

Незлим тихим словом.

## Історія
Жителі Шманьківців були активними учасниками політичних акцій, що відбувалися в районі та державі, зібрань, віче, ланцюга Злуки. Серед них — Євген Овод, Михайло Гнатишин, Мстислав Гуменюк, Юрій Захарчук i ще багато інших. За їхньої ініціативи та підтримки села, було відкрито погруддя велетня українського слова Тараса Шевченка.